# Lưu Mẫn Đào
Lưu Mẫn Đào (tiếng Trung: 刘敏涛; sinh ngày 10 tháng 1 năm 1976 tại thành phố Yên Đài, tỉnh Sơn Đông, Trung Quốc) là nữ diễn viên người Trung Quốc, tốt nghiệp Học viện Hý kịch Trung ương khóa 1993.

## Kinh nghiệm ban đầu
Lưu Mẫn Đào sinh ra ở Yên Đài, Sơn Đông, và bắt đầu học khiêu vũ từ năm 7 tuổi. Các bạn trong lớp dán hình ngôi sao lên hộp bút, cô ấy không bao giờ mua và cũng không quan tâm. Cha mẹ cô cảm thấy con gái phải chịu quá nhiều áp lực khi phải vào đại học và đề nghị cô trở thành một giáo viên mẫu giáo. Lưu Mẫn Đào đã nghe theo lời khuyên và theo học lớp giáo viên mẫu giáo của trường trung học địa phương ở Yên Đài. Năm 1992, khi kỳ thi tuyển sinh đại học đang đến gần, dì cô ấy mang một tập tài liệu tuyển sinh về kinh kịch Trung Quốc và yêu cầu cô ấy xem thử. Nói với cô ấy rằng kỳ thi đủ tốt, và mọi người có thể làm bất cứ điều gì họ muốn. Cô theo dì đến Bắc Kinh, khi họ đến người bảo vệ nói rằng kỳ thi đầu tiên sẽ ở Tế Nam, không phải ở Bắc Kinh.Vì vậy hai người họ vội vàng trở về Tế Nam cho kịp giờ thi. Cuối cùng, cô đã được nhận vào Nhà hát Opera Trung Quốc với vị trí đầu tiên trong khóa học chuyên nghiệp.  
Khi còn học đại học Lưu Mẫn Đào được đặt biệt danh là "Tiểu Củng Lợi", vì khi còn là sinh viên năm nhất cô đã rời nhà đi học, mẹ cô cảm thấy có lỗi với cô và thứ hai vì gia đình cô làm việc trong Công ty Vận tải ô tô Yên Đài, cô thường có thể nhờ xe tải lớn chở hàng. Chủ của cô ấy mang cho cô ấy một số đặc sản từ nhà. Khi đó, ký túc xá đại học có hai dãy giường và sáu giường, Lưu Mẫn Đào sống ở tầng dưới có cửa thứ nhất, dưới giường luôn có hai ba cái hộp, tất cả đều là đồ ăn. Cô luôn là một học sinh giỏi với thành tích học tập xuất sắc ở trường đại học, và đã tham gia diễn xuất kể từ kỳ nghỉ hè của năm thứ hai.  

Kẻ Ngụy Trang (2015)

## Sự nghiệp
Lưu Mẫn Đào tốt nghiệp Học viện Hý kịch Trung ương, từng diễn nhiều tác phẩm điện ảnh và truyền hình. Vì ngoại hình đẹp và khả năng diễn xuất điêu luyện nên cô thường xuyên đóng vai chính, trong đó quen thuộc và ấn tượng hơn cả phải kể đến ma nữ xinh đẹp Nhiếp Tiểu Sảnh trong " Tình người duyên ma", Minh Kính trong "Kẻ Ngụy Trang, Tĩnh Phi trong "Lang Nha Bảng"...
Năm 2014, Lưu Mẫn Đào được chọn là "Danh sách vàng về hình ảnh diễn viên trong ngành" trong Danh sách vàng về hình ảnh nam diễn viên truyền hình Trung Quốc số 1.
Năm 2016, cô đoạt giải "Nữ diễn viên trình diễn màn ảnh xuất sắc nhất năm " trong Đêm hội Weibo 2015 với "Kẻ Ngụy Trang". Ngoài ra, cô cũng đã được đề cử cho một số giải thưởng như giải Hoa Đỉnh lần thứ 19 - Giải Nữ diễn viên chính xuất sắc nhất cho phim truyền hình hiện đại Trung Quốc "Kẻ Ngụy Trang" và Liên hoan phim truyền hình Thượng Hải lần thứ 22 giải Bạch Ngọc Lan cho nữ diễn viên phụ xuất sắc nhất "Lang Nha Bảng", kỹ năng diễn xuất của cô ấy được đánh giá cao.
Năm 2018, Lưu Mẫn Đào tham gia bộ phim Nam Yên Trai Bút Lục cùng với Lưu Diệc Phi, Tỉnh Bách Nhiên.
Vào năm 2020, bộ phim truyền hình điều tra tội phạm "Thiêu đốt" đóng vai chính sẽ được phát sóng 
Vào tháng 7 năm 2021, cô đóng vai chính trong bộ phim hồi hộp tội phạm "Hồi lang đình", cùng năm đó với bộ phim "Tạm biệt, thiếu niên" được đề cử Nữ diễn viên chính xuất sắc nhất tại Giải Kim Kê Điện ảnh Trung Quốc lần thứ 34.

## Cuộc sống cá nhân
Năm 2007, khi sự nghiệp đang lên Lưu Mẫn Đào chọn cách lập gia đình, có chồng con ở nhà và quay về bên gia đình. Tuy nhiên, sự lựa chọn của cô đã không duy trì được một cuộc hôn nhân êm đềm và ngọt ngào, sau 7 năm cô ly hôn.

## Giải thưởng
| Năm  | Giải thưởng | Kết quả   |
| ---- | --- | --------- |
| 2014 | Danh sách vàng về hình ảnh diễn viên trong ngành hạng mục "Danh sách vàng về hình ảnh diễn viên truyền hình Trung Quốc số 1".               | Đoạt giải |
| 2015 | Đêm hội Weibo 2015 - Nữ diễn viên màn ảnh xuất sắc nhất năm "Kẻ Ngụy Trang"                                                                 | Đoạt giải |
| 2016 | Giải thưởng Hoa Đỉnh lần thứ 19 Giải thưởng nữ diễn viên chính xuất sắc nhất cho bộ phim truyền hình hiện đại Trung Quốc "Kẻ Ngụy Trang "   | Đề cử     |
| 2016 | Liên hoan truyền hình Thượng Hải lần thứ 22 - Giải "Bạch Ngọc Lan" cho nữ diễn viên phụ xuất sắc nhất phim " Lang Nha Bảng "                | Đề cử     |
| 2016 | Giải "Cầu vồng Châu Á" lần thứ 3 cho Nữ diễn viên chính xuất sắc nhất trong phim truyền hình hiện đại phim " Kẻ Ngụy Trang "                | Đoạt giải |
| 2017 | Giải Nữ diễn viên chính xuất sắc nhất của Liên hoan phim sinh viên Đại học Bắc Kinh lần thứ 24 phim " Hắc Hồ Điệp"                          | Đề cử     |
| 2018 | Liên hoan kịch nói toàn quốc " Nữ diễn viên phụ chất lượng của năm"                                                                         | Đoạt giải |
| 2019 | Nữ diễn viên phụ chất lượng thường niên của Liên hoan phim truyền hình quốc gia 2018                                                        | Đoạt giải |
| 2019 | Giải thưởng nữ diễn viên truyền hình Trung Quốc lần thứ 6 cho Nữ diễn viên chính xuất sắc nhất                                              | Đoạt giải |
| 2020 | Lễ hội thời trang Sohu "ngôi sao nữ phim truyền hình quốc gia"                                                                              | Đoạt giải |
| 2020 | 2021 iQIYI Scream Night - Diễn viên tài tình của năm                                                                                        | Đoạt giải |
| 2021 | Lễ hội thời trang Sohu " Mười năm được vinh danh đặc biệt - Mười năm của những nhân vật xuất sắc"                                           | Đoạt giải |
| 2021 | Giải Kim Kê Điện ảnh Trung Quốc lần thứ 34 cho nữ diễn viên chính xuất sắc nhất phim " Tạm biệt thiếu niên "                                | Đề cử     |
| 2022 | Đêm hội weibo "Diễn viên danh tiếng của năm "                                                                                               | Đoạt giải |
| 2023 | LHP Trường Xuân lần thứ 18 , giải Hươu Vàng cho nữ diễn viên chính xuất sắc nhất vai Du Lisa phim " Nhiệt Liệt "                            | Đề cử     |
| 2023 | Liên hoan phim quốc tế Kỷ nguyên mới lần thứ 4 cho nữ diễn viên phụ xuất sắc nhất thời đại vai Du Lisa phim "Nhiệt liệt "                   | Đoạt giải |
| 2024 | Đơn vị chú ý truyền thông của Kênh phim thứ 21 cho Nữ diễn viên phụ nhận được nhiều sự chú ý của giới truyền thông nhất phim " Nhiệt liệt " | Đoạt giải |
| 2024 | Giải Nhân vật chính tại Lễ trao giải Nghệ thuật Biểu diễn và Kịch nghệ Bạch Ngọc Lan Thượng Hải lần thứ 32 vở kịch " Người lạ thế tục "     | Đoạt giải |

## Phim truyền hình
| Phim                                  | Vai diễn          | năm  |
| ------------------------------------- | ----------------- | ---- |
| Người đàn bà không quốc tịch          | Tiểu Mai          | 1995 |
| Phụng Dương tiểu tử Chu Nguyên Chương | Diệp Sương        | 1997 |
| Mẹ                                    | Trương Hồng Anh   | 1998 |
| Người phụ nữ trong gia đình           | Tiểu Dung         | 1998 |
| Đồng quê nơi có gió biển thổi         | Lương Kinh Triết  | 1998 |
| Nguyên soái Chu Đức                   |                   | 1999 |
| Câu chuyện ở đồn cảnh sát             | Ái Hồng           | 1999 |
| Bộ ba Hắc Long Giang                  | Tiêu Phong        | 2000 |
| Mắt bão                               | Mai Khiết         | 2000 |
| Câu chuyện phía Tây                   |                   | 2000 |
| Chuyện Tình Cõi Âm Dương (Liêu Trai)  | Nhiếp Tiểu Thiến  | 2000 |
| Trung Quan Thôn                       | Tô Đình Đình      | 2001 |
| Đồng Tử Lâu                           | Vương Nghệ Văn    | 2001 |
| Tình yêu trong những lúc trắc trở     | Vu Kim Chi        | 2001 |
| Dân thể thao                          | La Mỹ Lệ          | 2002 |
| Hoa hướng dương không bao giờ cúi đầu |                   | 2002 |
| Liên đội của chúng tôi                | Hoàng Lệ Phỉ      | 2003 |
| Đông Chí                              | Úc Thanh Thanh    | 2004 |
| Thanh gươm được rèn giữa bầu trời     | Tiểu Miên         | 2004 |
| Hiện trường phá án                    | Diệp Linh         | 2004 |
| Cuộc sống ly kỳ                       |                   | 2005 |
| Phú quý                               | Trần Gia Trân     | 2005 |
| Ở gần anh, em ấm áp                   | Tần Thư Nhạn      | 2006 |
| Tội Chi Duyên                         | Tần Hải Âu        | 2006 |
| Đại Tống đề hình quan 2               | Anh Cô            | 2007 |
| Câu chuyện về một cửa hàng thế kỷ     |                   | 2007 |
| Huyết sắc Tương Tây                   | Đồng Liên         | 2007 |
| Lâu Vương bí ẩn                       | Nhạc Tĩnh Thủy    | 2008 |
| Hạnh phúc                             | Dương Mạn Di      | 2009 |
| Mẹ                                    | Tuệ Nhân          | 2010 |
| Cối xay gió                           | Lục Khuyết Tu     | 2011 |
| Trên toàn thế giới                    |                   | 2012 |
| Gia đình Ôn Châu                      | Lý A Hương        | 2012 |
| Tình yêu của cha mẹ                   | Cát Mĩ Hà         | 2014 |
| Hán Dương Tạo                         | Dư Giang Cầm      | 2014 |
| Vụ án sông Mekong                     | Khảm Lan          | 2014 |
| Trường Bạch Xuyên                     | Cao Hồng Diệp     | 2014 |
| Kẻ ngụy trang                         | Minh Kính         | 2015 |
| Lang nha bảng                         | Tĩnh phi          | 2015 |
| Giữ hôn nhân                          | Vương Quế Anh     | 2016 |
| An cư                                 | Hàn Băng          | 2016 |
| Lớn lên cùng nhau                     | Đặng Tử Tiên      | 2016 |
| Bởi vì được gặp em                    | Tống Tú Hoa       | 2017 |
| Nhà hàng có vấn đề                    |                   | 2017 |
| Hoan lạc tụng                         | mẹ Quan           | 2017 |
| Tiến tới hạnh phúc                    | Hướng Tiền Phương | 2017 |
| Nhà thương điên                       | Phương Huệ        | 2018 |
| Thiên thịnh trường ca                 | Thu Minh Anh      | 2018 |
| Cùng bố đi du học                     | Lưu Nhược Du      | 2019 |
| Luật sư tinh anh                      | Cố Tiệp           | 2019 |
| Nhiệt Ái                              | Quản Hồng Hoa     | 2019 |
| Thiêu đốt                             | Trần Khiết        | 2020 |
| Ánh trăng màu bạc                     | Dương Nhạn        | 2020 |
| Bên nhau                              | Đồ Phương         | 2020 |
| Bác sĩ nhỏ                            | Hoàng Thái Vân    | 2020 |
| Giữa thanh xuân                       | Thư Uyển Đình     | 2021 |
| Cuộc sống gia đình                    | Khâu Hiểu Hà      | 2021 |
| Kỷ nguyên mới của chúng ta            | Hà Phân Phân      | 2021 |
| Tình yêu thật đẹp                     | La Tinh           | 2021 |
| Quy tắc của quý cô                    | Trần Nhiễm        | 2022 |
| Giới hạn                              | Giản Giai         | 2022 |
| Phẩm chất quý cô                      | An Hân            | 2023 |
| Bụi phủ mờ 13 năm                     | Hồ Hải Hà         | 2023 |
| Chào mừng đến làng Milele             | Tả Trúc Tử        | 2023 |
| Phòng phẫu thuật trực tuyến           | Tô Ly             | 2024 |
| Một sắc lam khác                      | Hứa Mạn           | 2024 |
| Nhân sinh như lần đầu gặp gỡ          | Từ Hy thái hậu    | 2024 |
| Phía trên tro tàn                     | Tề Mỹ Hoa         | 2024 |
| Cái tên vô hình                       | Cát Văn Quân      | 2025 |

## Phim điện ảnh
| Phim                          | Vai diễn       | Năm  |
| ----------------------------- | -------------- | ---- |
| Chúc bạn may mắn              |                | 1992 |
| Mẹ không đi xa                | Đinh Nghệ      | 2001 |
| Bắc Xuyên tái sinh            | Hàn Huệ        | 2001 |
| Bay như một giấc mơ           | Đinh Nam       | 2004 |
| Thanh Xuân Ai Không Mơ Hồ     | Trương Lan     | 2016 |
| Hắc hồ điệp                   | Tề Lâm         | 2018 |
| Khoa Học và Cảm Tính          | Ngô Giai Lợi   | 2018 |
| The Big Shot (“大”人物)       | Xu Xiuying     | 2019 |
| Giành chức vô địch            | Chen Zhaodi    | 2020 |
| Tôi và quê hương của tôi      | Linh Tử        | 2020 |
| Tạm biệt thiếu niên           | Chu Lan        | 2020 |
| Bùng Cháy Bầu Trời Thiếu Niên | Cô hiệu trưởng | 2021 |
| Hồi Lang Đình                 | Lâm Trân Huệ   | 2023 |
| Nhiệt Huyết                   | Đỗ Lệ Sa       | 2023 |
| Hoán đổi cuộc đời             | mẹ Lộ Tiểu Lộ  | 2023 |
| Săn độc                       | Bạch Phương    | 2024 |
| Người ngoài cuộc              | Trần Gia Viện  | 2024 |
| Bắc Kinh đang tiến tới        |                | 2024 |

## Show truyền hình
| Show                                                                                     | Nhà đài     | Thời gian chiếu |
| ---------------------------------------------------------------------------------------- | ----------- | --------------- |
| Nhìn Bắc Kinh trong một cuộc chơi lớn                                                    | Bắc Kinh    | 18-9-2015       |
| Vương bài                                                                                | IQIQI       | 20-11-2015      |
| Ngày ngày tiến lên                                                                       | Hồ Nam      | 27-11-2015      |
| The God of Cars is Coming                                                                | Tencent     | 16-12-2015      |
| Hòn đá điên cuồng                                                                        | Hồ Nam      | 19-12-2015      |
| Liên hoan kịch nghệ toàn quốc                                                            | An Huy      | 1-1-2016        |
| Kim Tinh show                                                                            | Đông Phương | 2-3-2016        |
| Tôi đi học đây mùa 2                                                                     | Chiết Giang | 26-6-2016       |
| Vương bài đối vương bài mùa 2                                                            | Chiết Giang | 24-2-2017       |
| The Generation Show                                                                      | Thâm Quyến  | 9-6-2017        |
| Sự ra đời của diễn viên                                                                  | Chiết Giang | 2017            |
| Thanh lâm kỳ cảnh                                                                        | Hồ Nam      | 2019, 2020      |
| 2019 tôi muốn đến Gala Lễ hội mùa xuân                                                   | CCTV        | 2020            |
| Happy Camp                                                                               | Hồ Nam      | 13-6-2020       |
| Giấc mơ Trung Hoa, ca ngợi Tổ quốc" - Chương trình đặc biệt dànhcho ngày quốc khánh 2020 | CCTV        | 30-9-2020       |
| Đêm tuyển chọn thanh xuân 55                                                             | Giang Tô    | 2020            |
| Vũ vương giấu mặt                                                                        | Youku       | 2020            |
| Theo đuổi ánh sáng đi anh trai (ep 5, ep 6)                                              | Đông Phương | 1-2021          |
| Gặp gỡ mọi nẻo đường nhân gian                                                           | Tencent     | 11-2021         |
| Reading her                                                                              | Migu        | 2022            |
| Vương bài đối vương bài mùa 7                                                            | Chiết Giang | 22-4-2022       |
| Hoa tỷ đệ 4                                                                              | Hồ Nam      | 7-2022          |
| Nhà giữa sông núi                                                                        | CCTV1       | 2022            |
| Mùa Tuổi Trẻ                                                                             | Đông Phương | 2023            |
| Phi lai bất khả                                                                          | Giang Tô    | 2023            |